# 織田純一郎 (翻訳家)
織田 純一郎（おだ じゅんいちろう、1851年6月21日〈嘉永4年5月22日〉 - 1919年〈大正8年〉2月3日）は、日本の翻訳家、ジャーナリスト。本姓は若松、もしくは大塚。旧名は丹羽純一郎。幼名は甲之助（幸之助とも表記）。

## 経歴
京都の生まれ。実父は京都所司代与力であった大塚信敬とされているが、その他にも一条家の侍であった若松氏（若松永福）の次男として生まれた説もある。後に三条家の侍であった丹羽正庸の養子となり、純一郎と改名した。
明治維新後の1869年（明治2年）に上京、昌平黌にて学ぶが、後に土佐致道館にて洋学を学んだ。1870年（明治3年）からはアメリカ合衆国経由でスコットランドのエディンバラへ渡り、エディンバラ大学に留学した。
1874年（明治7年）7月の一時帰国後、東三条公恭と親交を持ち、同年ともに再渡英した。公恭とともに法学を学び、1877年（明治10年）に正式に帰国。
翌1878年（明治11年）にはエドワード・ブルワー＝リットンによる小説を『欧州奇事 花柳春話』と題して邦訳刊行し、ベストセラーとなった。後に来日した駐日英国大使館勤務の外交官ジョージ・サンソムからは「日本で彼が最初に信憑性のある翻訳をした先駆者」と高く評価された。1879年（明治12年）には祖父母の織田姓を名乗り、同年同じくリットンの小説を翻訳した『寄想春史』、ロンドンやパリを紹介した著書等を刊行、以後多くの洋書の翻訳に携わった。
1885年（明治18年）には大阪朝日新聞の主筆となり、翻訳家だけでなくジャーナリストとしての活動も始める。1891年（明治24年）には陸奥宗光らが刊行した『寸鉄』及び、板垣退助らが刊行した『社会新報』の主筆も務めた。晩年は不遇の人生を送り、故郷である京都にて逝去した。

## 著作

### 翻訳
- 『龍動新繁昌記』1878年（丹羽純一郎名義）、ジョン・マレイ原作。
- 『仏国 巴里斯繁昌記』1878年（丹羽純一郎名義）、ガリグナニイ原作。
- 『欧洲奇事 花柳春話』1878年[1]、原作はエドワード・ブルワー＝リットン『アーネスト・マルトラヴァーズ（Ernest Maltravers）』1837年[2]。
- 『欧洲奇話 寄想春史』1879年、原作は同じくリットン『ポンペイ最後の日』1834年[2]。
- 『いさ子』1889年、原作はウード女史（Mrs. Henry Wood）のEasy Lynne, 1861。
- 『文明の末路』1917年、原作はイグネイシャス・ロヨーラ・ドネリー（Ignatius L. Donnelly）のCaesar’s Column: A Story of the Twentieth Century, 1890。

### 主な論考・小説
- 『通俗日本民権真論』1879年（丹羽純一郎名義）
- 『通俗日本民権精理』1879年（丹羽純一郎名義）
- 『通俗時弊論』1880年
- 『通俗日本国会論』1880年
- 『治罪法註釈』1881年
- 『政治難易論』1883年
- 『行幸奇事 大阪紳士』1887年
- 『英語学大全』1887年
- 『政事家社会』1887年
- 『日清韓交渉録』1895年